# Tipula maaiana
Tipula maaiana är en tvåvingeart som beskrevs av Alexander 1949. Tipula maaiana ingår i släktet Tipula och familjen storharkrankar. Inga underarter finns listade i Catalogue of Life.